# Una terapia di gruppo
Una terapia di gruppo è un film del 2024 scritto e diretto da Paolo Costella, remake della commedia spagnola Toc Toc.

## Trama
Federico è un archivista comunale affetto da una forma particolare della sindrome di Tourette che, oltre a tic inconsulti, gli fa proferire parolacce e insulti a chiunque gli capiti a tiro. Annamaria è una giudice pignola all'inverosimile, perennemente agitata all'idea di aver dimenticato qualcosa e non poter avere tutto sotto controllo. Emilio è un tassista aritmomane e accumulatore seriale, appena lasciato dalla compagna che non è più in grado di gestire questi suoi problemi. Bianca è un tecnico di laboratorio ossessionata dall'igiene personale perché, a causa di uno spiacevole episodio, prova la costante sensazione di essere sporca. Otto è un giovane manager neolaureato e nell'anno di prova che soffre di FOMO, la paura di essere tagliato fuori, motivo per cui è costantemente online. Liliana è un'istruttrice di fitness che, a seguito della morte del padre, ha sviluppato un'ossessione verso la simmetria e ripete ogni frase due volte.
Federico, Annamaria, Emilio, Bianca, Otto e Liliana si ritrovano nello studio del Dottor Stern. A causa di un malfunzionamento del nuovo gestionale, tutti quanti hanno appuntamento alla stessa ora con il dottore, peraltro in ritardo. La segretaria Sonia cerca di tenere buoni i giustamente irritati pazienti, ma non può nascondere che il dottore si trova bloccato a Praga per la cancellazione del volo aereo e farà parecchio tardi. La necessità, condivisa da tutti, di risolvere i propri problemi induce i pazienti ad intraprendere una terapia di gruppo per guarire dai rispettivi disturbi. Conoscendosi meglio, ognuno di loro troverà il modo di gestire efficacemente la propria nevrosi.

## Distribuzione
Il film è stato distribuito nelle sale italiane il 21 novembre 2024.

## Accoglienza

### Incassi
Il film ha incassato 1090920 $.